# Instituto Milenio de Astrofísica
El Instituto Milenio de Astrofísica (MAS), fundado el 2013, es un centro de investigación que forma parte de la Iniciativa Científica Milenio, programa gubernamental chileno de la Agencia Nacional de Investigación y Desarrollo del Ministerio de Ciencia, Tecnología, Conocimiento e Innovación de Chile.
Su actual director es el astrónomo Dr. Andrés Jordán.

## Historia
Fundado el 23 de diciembre de 2013, el MAS se origina como fusión de dos proyectos (Núcleo Milenio de Estudio de Supernovas y Núcleo Milenio para la Vía Láctea) enfocados en una técnica común: la variabilidad.
Nace teniendo cinco universidades albergantes – Universidad de Chile, Universidad Católica de Chile, Universidad de Concepción, Universidad de Valparaíso y Universidad Andrés Bello- y desde el 2019 se une la Universidad Adolfo Ibánez. Sin embargo, a pesar de estar albergada por estas casas de estudio, es una corporación sin fines de lucro independiente, que tiene como objetivo principal preparar a la nueva generación de investigadores para la llamada “era del Big Data”, reuniendo a un equipo multidisciplinario de investigadores y estudiantes de prestigiosas instituciones chilenas y una amplia red de colaboración internacional.

## Líneas de Investigación
Sus principales objetivos son conducir sondeos masivos y a gran escala del cielo; desarrollar técnicas eficientes de análisis de datos necesarias para extraer información astrofísica relevante desde grandes volúmenes de datos; participar en programas de construcción de instrumentos y de inserción del país en el mundo de las tecnologías de punta asociadas a la astronomía y desarrollar investigación de frontera en el área de la astrofísica, explotando una nueva dimensión en la exploración humana del universo: El Dominio Temporal. El trabajo del MAS se organiza en tres líneas de investigación: Vía Láctea y el Grupo Local; Transientes, Variables y Planetas, y Astroestadística y Astroinformática.

#### Vía Láctea y Grupo Local
El MAS está estudiando la estructura, el origen y la evolución de la Vía Láctea y otras galaxias a lo largo del Grupo Local. Aborda este tema al liderar y participar en sondeos actuales y futuros, como el VVV Survey, Araucaria, CRTS, SkyMapper y el LSST. Sus objetivos principales son: 
1. Definir la estructura 3D de la Vía Láctea, sin ir más allá como por medio de variables RR Lyrae y Cefeidas que descubrieron en el curso del sondeo del VVV;
2. medir las órbitas estelares de nuestra galaxia gracias a velocidades radiales y a movimientos propios;
3. medir la abundancia de los elementos químicos de las estrellas de la Vía Láctea en sus distintos componentes, a través de observaciones espectroscópicas detalladas, incluyendo la participación en sondeos como APOGEE y el Sondeo Espectroscópico Gaia-ESO;[4]
4. establecer las distancias a otras galaxias del Grupo Local, nuevamente utilizando estrellas pulsantes –como Cefeidas y RR Lyrae– como indicadores fiables de distancia.

#### Transientes, variables y planetas
El The High cadence Transient Survey (HiTS) y el All Sky Automated Survey for SuperNovae (ASSA-SN) son dos de los sondeos ópticos de campo amplio (gran angular) que el MAS lleva a cabo. Estos cubren un gran rango en magnitud (17-24th) y candencia limitante (2 días-2 horas), lo que nos permite explorar la escala luminosidad-tiempo del espacio parametral para fenómenos transientes. El MAS se encuentra planificando el HATPI, un sondeo de alta candencia de todo el cielo. Estos datos son un tesoro escondido para el estudio de transientes y fenómenos variables de tiempo (RR Lyrae, SNe, GRBs) y nos permitirán descubrir planetas en tránsito alrededor de estrellas brillantes y una plétora de fenómenos desconocidos.

#### Astroestadísticas y Astroinformática
Para enfrentar los desafíos de la era del Big Data en la astronomía, el MAS está utilizando el aprendizaje automático, la teoría de la información, procesamiento de señales y toma de imágenes, y finalmente, técnicas de estadística. Algunos ejemplos de las tareas que el MAS está abordando son: 
1. detección y clasificación de estrellas variables periódicas basado en sus curvas de luz;
2. etección automática y en tiempo real de transientes en imágenes astronómicas;
3. metodologías para lidiar con datos no clasificados y con curvas de luz mal muestreadas;
4. metodologías para descubrir fenómenos desconocidos y extraños.

## Investigadores destacados

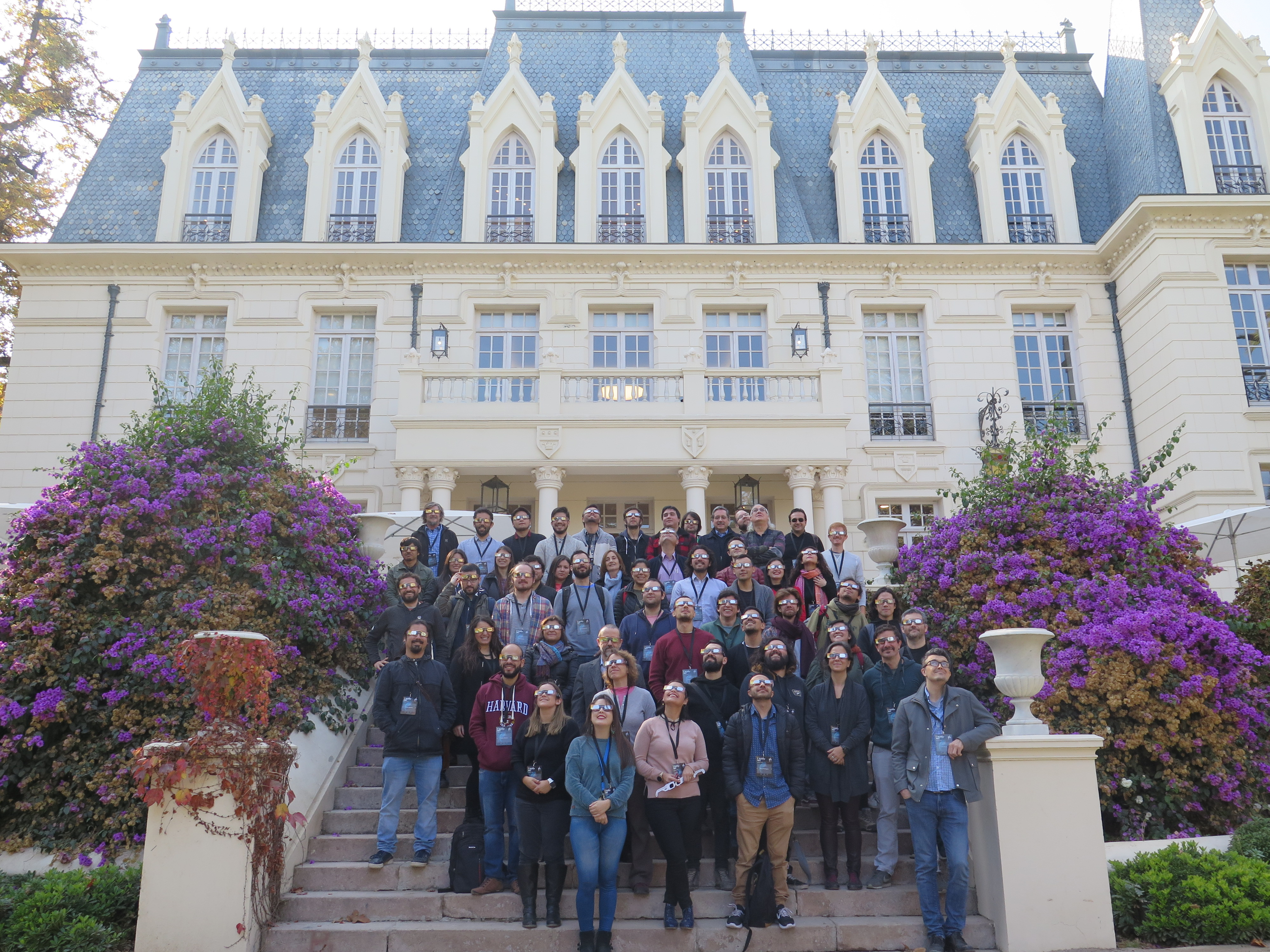
Miembros del Instituto Milenio de Astrofísica MAS en V Workshop anual, 2019

| Nombre                                                | País de Origen | Universidad/Institución       |
| ----------------------------------------------------- | -------------- | ----------------------------- |
| Andrés Jordán (Director - Ph.D Astronomía)            | Chile          | Universidad Adolfo Ibáñez     |
| Manuela Zoccali (Directora Alterna - Ph.D Astronomía) | Italia         | Universidad Católica de Chile |
| Pablo Estévez (Ph.D en Ingeniería)                    | Chile          | Universidad de Chile          |
| Alejandro Clocchiatti (Ph.D Astronomía)               | Argentina      | Universidad Católica de Chile |
| Márcio Catelán (Ph.D Astronomía)                      | Brasil         | Universidad Católica de Chile |
| Susana Eyheramendy (Ph.D en Estadística)              | Chile          | Universidad Adolfo Ibáñez     |
| Franz Bauer (Ph.D Astronomía)                         | EUA            | Universidad Católica de Chile |
| Jura Borissova (Ph.D Astronomía)                      | Bulgaria       | Universidad de Valparaíso     |
| Giuliano Pignata (Ph.D Astronomía)                    | Italia         | Universidad Andrés Bello      |
| Francisco Förster (Ph.D Astronomía)                   | Chile          | Universidad de Chile          |

## Programa de Divulgación
Observa MAS, Acercándote MAS al Cosmos, es el programa de divulgación del Instituto Milenio de Astrofísica. Tiene como objetivo la popularización y valorización de la astronomía, permitiendo una apropiación de esta ciencia por parte de la ciudadanía. Busca despertar la curiosidad de distintos públicos, con productos específicos para ellos, conectándolos con los avances más importantes que se están haciendo en astronomía en nuestro país.
Desde el año 2014 ha llevado a cabo decenas de actividades, tanto de carácter masivo, como noches de observación donde se han reunido incluso 16.000 personas, hasta talleres en colegios, fundaciones y otras instituciones; intervenciones urbanas y participación en ferias científicas. Destacan además sus productos de divulgación, que van desde libros online, infografías, manuales de astronomía, serie animadas, serie de experimentos de astronomía e incluso exposiciones (Sistema Solar a Escala permanente en el campus San Joaquín - Túnel Solar Itinerante).